# Ukrajinska kultura
Ukrajinska kultura (ukr.: Українська культура) se smatra jednom od najstarijih kultura u svijetu. Ona je rezultat tisućljetnog sudaranja i prožimanja kultura istočne i zapadne civilizacije s brojnim arheološkim nalazima poznate tripiljske, skitske i drugih kultura Današnja se karakteristična ukrajinska kultura intenzivno razvija od trenutka službenoga prihvaćanja kršćanstva u 10. stoljeću na središnjim ukrajinskim prostorima. Ukrajinsko pleme Poljani tada je dalo ključan i poseban doprinos razvoju specifične istočnoslavenske kulture čije su bitne elemente kasnije preuzeli mnogi narodi u okruženju, a povijesni termin Rus', stoljećima je obilježavo današnju Ukrajinu u svim europskim dokumentima.
Na ukrajinski narod i njihovu antičku odnosno srednjovjekovnu kulturu u značajnom omjeru posebno su utjecali Skiti, Grci, Goti  i mnogobrojni skandinavski doseljenici, zatim Poljaci, Nijemci, Austrijanci i Rusi. Ukrajinci su također poznati po unikatnom kozačkom baroku, razdoblju koje je značajno obilježilo pobjedonosne crnomorske borbe zaporoških kozaka protiv tatarskih i osmanskih klanova. Generalno, prostor srednjovjekovne Ukrajine je stoljećima bio sjecište različitih dominantnih kultura koje su se tada konfigurirale uz ukrajinsku tradicionalnu kršćansku kulturu s bizantskim karakteristikama.
Napredno ukrajinsko razdoblje u sklopu Kijevske Rusi manifestiralo se vrlo bogatom kulturnom i prosvjetnom tradicijom Ukrajinaca, što se zbog represivnih okolnosti danas primjećuje gotovo isključivo u vrhunskom šarolikom ukrajinskom folkloru i bogatoj glazbenoj tradiciji. Ukrajina je već u 11. stoljeću imala napredni oligarhijski tip vladavine staroruskih kneževa s političkim središtem u Kijevu, a početkom 17. stoljeća je predstavljala dom prve moderne demokracije u svijetu, kada je ujedno formirana Zaporoška Republika i prestižno Kijevsko sveučilište.

## Arhitektura Ukrajine
Tradicija arhitekture na području Ukrajine vrlo je stara, a do danas su se sačuvali ostaci velikih građevnih kompleksa, koji su nastali prije nove ere. To su, na primjer, Herson i Olivija, starogrčki gradovi (države) na području južne Ukrajine. Biljsku koloniju (7. stoljeće pr. Kr. - 3. stoljeće pr. Kr.) znanstvenici poistovjećuju sa starim gradom Gelon, koji je opisao Herodot. Autentična ukrajinska arhitektura počela se razvijati u 9. i 10. stoljeću, kad se na području Ukrajine stvorila centralizirana država Kijevska Rus'. U početku su sve građevine bile građene od drva i bile su nalik na brvnare. Osnovna građevna struktura bili su od davnina vodoravno nanizani dijelovi i zidne površine od drva. Takva tradicija gradnje sačuvala se do početka 20. stoljeća. Čak se i danas takav način gradnje može naći u Černjihivu. U Kijevskoj Rusi se uz kršćanstvo pojavio i bizantski stil gradnje, za što je najbolji primjer katedrala svete Sofije u Kijevu iz 11. stoljeća, koja je ostala sačuvana do danas, iako je preuređena u baroku. Kada se pojavio u Kijevskoj Rusi, bizantski stil se počeo aktivno reformirati u skladu s autentičnom predodžbom o gradnji i ukrašavanju. Kao posljedica te reformacije pojavile su se izdužene bizantske kupole kijevskih crkava, specifični uzorci boja na slikama, freskama i mozaicima.
Nakon mongolskog napada na Ukrajinu arhitektura poprima stil sve jačih obrambenih karakteristika. Od 12. do 15. stoljeća tvrđave s kulama, utvrđeni samostani i dvorci grade se u Kamjanec-Podiljsku, Ljvivu, Lucku, Kremencu i u Bilhorod-Dnjistrovsku. Zidovi su visoki i nepristupačni, ali se na nekima vidi dekorativni element u obliku ukrajinske plahte ili veza, napravljen od crvene opeke. Najbolji primjer za to je Hotinska tvrđava u Černjivačkoj pokrajini, koja ima zidine visoke između 30 i 35 metara (i danas je dobro očuvana). Utvrđeni samostani iz 15. stoljeća također nalikuju na tvrđave. Glavna crkva samostana nalazila se u središtu samostanskog dvora ili u sustavu obrambenih zidina. Crkve su obvezno bile prilagođene odolijevanju napadima, jer su nerijetko bile skrovište ne samo redovnicima, nego i civilnom stanovništvu.
- Pogledaj još: Čajka (brod)

U 16. i 17. stoljeću u Ukrajini se proširio renesansni stil. On se najviše odrazio na arhitekturi Ljviva. Na jednom od središnjih ljvivskih trgova gotovo su potpuno očuvane renesansne kuće, od kojih je najljepša Crna kamenica (ukr. Čorna kamjanicja). Vanjska obilježja epoha i kombiniranje različitih stilova u arhitekturi grada čine Ljviv (Lavov) pravim muzejom na otvorenom. UNESCO je povijesnu jezgru Ljviva proglasio svjetskom kulturnom baštinom. Doba renesanse imalo je veliko značenje za razvoj ukrajinske arhitekture. Barokna umjetnost i arhitektura, koje su svoj vrhunac doživjele u zapadnoj i istočnoj Europi i bile vrlo cijenjene u Ukrajini tijekom 17. stoljeća, spojile su se s lokalnom umjetnošću i tako stvorile novi jedinstven stil ukrajinskog baroka. Zahvaljujući aktivnoj politici ukrajinskog hetjmana Ivana Mazepe u gradnji, barokni stil u Ukrajini još se zove i  mazepin stil. Nažalost, većina remek-djela ukrajinskog baroka nije se očuvala, djelomično zbog boljševičke politike rušenja crkava, a djelomično zbog specifične grane toga stila nazvane kozački barok, koji predstavljaju drvene crkve. U 18. stoljeću u ukrajinskom baroku su se dogodile promjene: pročelja se sad ukrašavaju ornamentima od gline, primjer čega je Pokrovska crkva, koju je projektirao poznati ukrajinski arhitekt Ivan Hrihorovič Barskij. Većina ukrajinskih samostana građena je u različitim razdobljima, često još za vremena Kijevske Rusi. Međutim, njihovo se završno oblikovanje dogodilo tijekom baroka, kada su sve kuće dobivale jedinstven stilski oblik.

## Kazališna umjetnost
Kazališna umjetnost Ukrajine ima svoje korijene još u starim narodnim igrama, plesovima, pjesmama i obredima. Poznati su nastupi putujućih kazališnih družina u 11. stoljeću. U doba Kijevske Rusi elementi kazališta bili su prisutni u crkvenim obredima. O tome svjedoče i freske u katedrali svete Sofije u Kijevu. Sljedbenici Kijevske Bratske i Lavrske škole tijekom 16. i 17. stoljeća javno su određivali smjer kazališne izvedbe. U to vrijeme važna središta razvoja religijske drame bile su Ljvivska bratska škola i Ostroška akademija. 
Prvi kazališni ansambli nastali su u područjima uz rijeku Dnjepar u 18. stoljeću, a prve kazališne zgrade nastaju kasnije u Kijevu (1806.), Odesi (1809.) i Poltavi (1810.). Formiranje klasične ukrajinske dramaturgije povezano je s imenom Ivana Kotljarevskog, koji je bio na čelu kazališta u Poltavi, i s imenom Grigorija Osnovjanenka Kvtike, osnivača umjetničke proze u novijoj ukrajinskoj književnosti. U drugoj polovici 19. stoljeća Ukrajinom se proširio amaterski kazališni pokret. U amaterskim krugovima svoju su djelatnost započele poznate osobe ukrajinskog kazališta, dramaturzi i redatelji Mikola Starickij, Marko Kropivnickij i Ivan Karpenko-Karij. Zasluga za brzi razvoj kazališta pripada i istaknutoj obitelji Tobiloviča, koji su nastupali pod umjetničkim imenima Ivan Karpenko-Karij, Mikola Sadovskij i Panas Saksahanskij. Osim što su stvorili vlastiti kazališni ansambl, svaki od njih bio je i istaknuti glumac i redatelj. Vodeća zvijezda ukrajinskog kazališta toga vremena bila je Marija Zanjkovecka.
Novo razdoblje u povijesti ukrajinskog narodnog kazališta počelo je 1918. godine, kad su u Kijevu osnovani Državno dramsko kazalište i Mlado kazalište (od 1922. godine, moderno ukrajinsko kazalište Berezilj), vođeni Oleksandrom Lesjom Kurbasom i Jurom Hnatom. Na kazališnoj se pozornici pojavila plejada darovitih glumaca: Amvrosij Bučma,  Marjan Krušeljnickij, Olimpija Dobrovoljska, Oleksandr Serdjuk, Natalija Užvij i mnogi drugi. Državno je dramsko kazalište nastavilo s tradicijom realistično-psihološke škole, a Mlado je kazalište zastupalo avangardu. S pojavom kazališta Berezilj njegova je pozornica postala svojevrsnom eksperimentalnom zonom. Makete kazališne udruge Berezilj osvojile su zlatnu medalju na Svjetskoj kazališnoj izložbi 1925. g. u Parizu. Ondje su prvi put prikazani kazališni komadi poznatih ukrajinskih pisaca i dramaturga Mikole Kuljiša i Volodimira Vinničenka. Zahvaljujući geniju Lesja Kurbasa, čiji su talenti uključivali režiju, glumu, dramaturgiju i prevođenje svjetske literature, na ukrajinskoj pozornici ponovno su izvedena djela W. Shakespearea, H. Ibsena, H. Hauptmana, F. Schillera i J. B. Molierea te djela nekih europskih dramatičara manje poznatih ukrajinskoj publici. Kazališna knjižnica, kazališni muzej i prvi časopis o kazalištu počinju djelovati upravo u udruzi Berezilj. Eksperimentalne potrage Lesja Kurbasa, koji je bio deportiran u Sibir za vrijeme Staljina, i danas su izvor nadahnuća za mlade umjetnike. U Kijevu se održava međunarodni kazališni festival Umjetništvo Berezilja, posvećen sjećanju na Lesju Kurbasa.

### Poznatiji ukrajinski književnici
- Isak Babelj
- Ivan Jakovič Franko
- Ivan Petrovič Kotljarevskij
- Andrij Kurkov
- Lesja Ukrajinka
- Mihajlo Mihajlovič Kocjubinskij
- Nikolaj Vasiljevič Gogolj
- Olena Pčilka
- Olga Julianivna Kobiljanska
- Pantelejmon Oleksandrovič Kuliš
- Taras Grigorovič Ševčenko
- Volodimir Vinničenko
- Oksana Zabužko

## Znanost i prosvjeta
Ukrajinska znanost i prosvjeta potječu još iz kneževskog doba Kijevske države, u razdoblju između 9. i 13. stoljeća. Najveće postignuće starokijevskog razdoblja je pismenost. O njoj svjedoče brojni zapisi iz 9. stoljeća, ugovori s Grcima iz 911. i 944. pisani na grčkom i staroruskim jezicima, pronađeni na zidovima saborne crkve sv. Sofije u Kijevu. Usporedno s dolaskom kršćanstva potkraj 10. stoljeća u Kijevskoj Rusi se širila ćirilica, a mnogi napisi na raznim predmetima upućuju na široku pismenost među pučanstvom. Potkraj 16. stoljeća formiraju se Bratske škole u Lavovu, Rohatinu, Horodku i Kijevu. Bratske škole bile su udruge naprednih građana pravoslavne vjere iz različitih društvenih slojeva, koji su se borili za razvoj ukrajinske nacionalne kulture i oslobođenje od socijalnog, nacionalnog i vjerskog ugnjetavanja. Početkom 17. stoljeća nastupa preporod Kijeva kao sveukrajinskog središta, a osobitu ulogu u tome imali su Kijevsko bratstvo i znastveni krug u Kijevo-pečerskoj lavri, na čelu s Jelisejom Pleteneckim.
Lavrski krug, kojemu su pripadali poznati pisci, pjesnici, znastvenici, teolozi, pedagozi, urednici i ini uglednici, smatra se jezgrom ukrajinske akademije znanosti. Arhimandrit Petro Mogila (1574. – 1647.), poznati kulturni i crkveni djelatnik, dvadeset je godina bio na čelu Lavrskoga kruga, a 1631. postao je kijevski mitropolit. Kijevsko-mogiljanski kolegij ili Kijevsko sveučilište je bilo među suvremenicima vrlo ugledna visoka prosvjetna ustanova u kojoj su studirali građani iz cijele Europe. Potkraj 18. stoljeća ruska vlada je ukinula ostatke političke nezavisnosti Ukrajine te ograničila prava i smanjila financijske izvore Kijevskoj akademiji. U 18. stoljeću posebno se ističe ukrajinski filozof Hryhorij Skovoroda. Tijekom 19. i 20. stoljeća znastvenim središtima postale su i visoke tehničke škole u Kijevu, Ljvivu, Harkivu i Odesi, te liceji u Dnjipru, Odesi i Njižinu. U tom su razdoblju, osim sveučilišta, politehničkih i tehnoloških instituta, osnivani astronomski laboratorij, meteorološke postaje, anatomske klinike itd. U godinama poslije Drugog svjetskog rata uslijedila su vrlo visoka znastvena postignuća, osobito u prirodoslovnim i tehničkim znanostima. Glavno znastveno središte je Nacionalna akademija znanosti, koja uključuje više od 80 znastvenih ustanova te nekoliko desetaka istraživačkih instituta.

## Tradicija i običaji
Običaji ukrajinskog naroda povezani su između ostalog s tradicijskim pogledom na svijet, koji se oblikovao stoljećima i sačuvao mnogo obreda koji potječu još od prije kršćanskih vjerovanja. Obredi se dijele na dva osnovna tipa: obiteljski i kalendarski. Obiteljski obredi obilježavali su značajne prijelazne trenutke u životu čovjeka, a kalendarski su obilježavali značajne trenutke u prirodi ili u ljudskoj djelatnosti. Svaki tradicijski blagdan i svaki obred usko su povezani s narodnim vjerovanjima. Obredi pri rođenju bili su popraćeni magičnim djelovanjem i različitim simbolima, jer je tajanstvenost nastanka života pripadala osobito delikatnim sferama. Svatovi su jedan od najzanimljivijih događaja, koji praćen glazbom, pjevanjem, plesom i igrama, poprima karakter šireg narodnog veselja. Najdramatičniji trenutak vjenačanja bio je obred pokrivanja, koji je simbolizirao prijelaz mlade u društvo udanih žena.
- Pogledaj još: Vyšyvanka (košulja)
- Pogledaj još: Ruščnyk

Bojanje i ukrašavanje ukrajinskih jaja vrlo je cijenjen običaj u Ukrajini i poznat je širom svijeta, a Ukrajinci imaju običaj vjerovati da jaja imaju pozitivan utjecaj na jačanje duhovne svijesti zato što zimi zemlju drže toplijom, a ujedno simboliziraju novi život koji se budi u proljeće. Mnogo je sličnih mitoloških vjerovanja u Ukrajini, vrlo simpatičnih i bajkovitih, po čemu su ukrajinske priče vrlo zanimljive. Ukrajinske priče korijene vuku iz davne prošlosti, o čemu svjedoče brojna mitološka obilježja i animističko shvaćanje svijeta. Teme ukrajinskih priča vrlo su raznolike: priče o prirodi i životinjama, o svakodnevnici, one su šaljive, magične i pustolovne. Arhaična obilježja svijesti izrazito se ističu u lijepim pričama, u kojim je najčešće riječ o čudesnim događajima, borbi dobra i zla, kušnji i junačkim pothvatima na putu k budućoj nevjesti.

### Glazba i folklorna umjetnost
Narodna kultura i umjetnost Ukrajinaca s pravom se smatraju jednom od najbogatijih baština kulture europskih naroda. Ukrajinski folklor ističe se bogatstvom žanra i savršenstvom forme, pjesništvom i sofisticiranom lirikom, dubokom filozofijom i vatrenošću. Usmena predaja stoljećima je bila jedini način generaliziranja životnog iskustva ukrajinskog naroda, utjelovljenje narodne mudrosti, pogleda na svijet i ideale. Folklor je postao ogledalom ne samo najvažnijih povijesnih događaja Ukrajine, počevši od doba kneževina, nego je sačuvao i brojne arhaične poganske mitove i simbole, koji se često skrivaju pod okriljem kršćanske tradicije. Zahvaljujući folklornoj baštini, današnje generacije Ukrajinaca mogu saznati o načinu života svojih predaka i zamišljati njihove blagdane i radne dane ispunjene zanosnim običajima. Ukrajinska folklorna tradicija može se svrstati u dva osnovna tipa: glazbeno-pjesnički (pjesme, ukrajinske "dume"(balade), popijevke itd.) te prozni tip (bajke, legende, anegdote itd.). U sklopu glazbeno-pjesničkog stvaralaštva ističu se obredni folklor te epsko i lirsko stvaralaštvo. Obredni folklor uključuje kalendarske i obiteljsko-obredne pjesme. Epskom stvaralaštvu pripadaju dume, povijesne i lirsko-epske pjesme (balade, kronike), a lirsko stvaralaštvo obuhvaća društvene pjesme i pjesme s tematikom iz svakodnevnog života.
- Pogledaj još: Bandura (instrument)
- Poslušaj glazbu: Ukrajinska tradicionalna pjesma «Ščedrik» (Carol of the bells)

Dume su najistaknutiji dio ukrajinskog vokalnog opusa. To su vokalno-instrumentalne kompozicije koje zahtijevaju dugogodišnju izobrazbu, izrazitu spretnost i dobro poznavanje tradicije. Prethodnice "duma" bile su "bilini", narodne epske pjesme o herojima, koje su se danas na području Ukrajine i europskog dijela Rusije donekle transformirale. Stručnjaci povezuju nastanak duma s prastarim oblikom ritualnog plača. One su kroz povijest prepričavale vojnički život kozaka, njihove ratove protiv osvajača, vojne pohode u turske zemlje i njihov život u središtu Ukrajine, uz rijeku Dnjepar. Poznati su ukrajinski narodni plesovi poput Hopaka, Kozačoka i drugih. Tijekom 17. i 18. stoljeća izvođači duma i povijesnih pjesama, "kobzari", ujedinili su se u kobzarska bratstva (cehove). Takvi cehovi imali su svoj  statut i pravila, strogu hijerarhiju i određeni repertoar pjesma. Kobzarstvo je u 17. stoljeću postalo časno zanimanje. Najmlađim rodom pjesničkog folklora smatraju se lirske pjesme, nastale između 16. i 19. stoljeća. Lirske pjesme grupiraju se u dvije velike skupine, socijalna grupa okuplja kozačke, novačke, seoske, najamničke i iseljeničke pjesme, dok obiteljska grupa okuplja ljubavne, ženstvene, humoristične, sirotinjske i dječje odnosno mladenačke pjesme.
Također poznati ukrajinski običaj su hahiljki, koji se danas priređuju na uskrsnim nedjeljama, a sastoje se od plesova, pjesama, igara i dramskih scena koji će po vjerovanju namamiti proljeće i otjerati zimu. Ovi obredi u poganska vremena odvijala su se u svetim lugovima, danas oko crkava ili oko groblja. Pjesma i plesovi pogrebni su kult i personificiraju pogreb za mraz i zimu. Oni također izazivaju rast bilja i pokušavaju osigurati obilnu žetvu kroz magičnu glazbu, riječi i pokrete tijela. U nekim drevnim hahiljki plesovima, plesači se kreću u krug imitirajući rotaciju sunca, dok drugi raznim gestama pokazuju stalnost čovjekovog postojanja na zemlji.

### Poznatiji ukrajinski glazbenici
- Maksim Sozontovič Berezovskij
- Dmitro Stepanovič Bortnjanskij, poslušaj autorovu skladbu: «Da, uskrsnu Bog!»
- Petar Iljič Čajkovski
- Marusja Čuraj
- Mikola Dileckij
- Mihajlo Hajvoronskij
- Dmitro Hnatjuk
- Volodimir Mihajlovič Ivasjuk
- Solomija Ambrosijivna Krušeljnicka
- Mikola Leontovič
- Mikola Vitalijovič Lisenko, poslušaj duhovnu himnu Ukrajine: «Bože, Veliki, Jedini»
- Kirilo Stecenko
- Artem Lukjanovič Vedelj
- Mihajlo Mihajlovič Verbickij
- Miroslav Skorik

### Kuhinja
Klasična etnička kuhinja Ukrajinaca sastoji se od jela poznatih u njihovom jeziku kao kovbasa, vareniki, holubći, kapusta i nešto poznatiji boršč. Za vrijeme Uskrsa u uskrsnu košaricu stavljaju se bojana jaja u Ukrajini poznatija kao pisanki.
Ukrajinci su u pretežito ravničarskom stepskom prostoru otvorenih poljana, od davnih vremena zaokupljeni agrikulturom i odani su svojoj zemlji crnici i njenim izdašnim plodovima. Ukrajina, koju često zovu i smatraju žitnicom Europe, kruh smatra svetom hranom, jer je ukrajinsko žito stoljećima prehranjivalo ukrajinski narod i u najtežim trenucima kada su mnogi zapadni Europljani gladovali. Vrlo stara tradicija nuđenja kruha i soli gostu datira unazad mnogo stoljeća. Gostima se kod Ukrajinaca nudi okrugli kruh (hljib) i sol (sil) na vezenom ručniku (ruščnik) uz tradicionalni domaćinov pozdrav Vitajemo! (Dobrodošli!).
Ovdje se ujedno vidi kulturni utjecaj starih Grka, koji su još prije 2000. godina nudili gostima kruh i sol. Razlog tomu je vrlo očit s obzirom na to da je prije oko 2500. godina, stara Ukrajina, tada Skitija, bila žitnica stare Grčke. Grčko tlo bilo je pogodno za vino i maslinu, ali ne i za žito. U ta stara vremena grčke kolonije Tiras, i recimo Panticapaeum (današnji Kerč) i Olbia su bile naseljene duž crnomorske obale Ukrajine. Ova tradicija simbolizira duboku vezu Ukrajine s korijenima napredne grčke kulture. Kruh i pšenica oduvijek su važan element u ukrajinskom životu, u kulturi i folkloru. Razni nacionalni kruhovi igraju značajnu ulogu u običajima i tradiciji ukrajinske kulture. Božićni, uskrsni, svadbeni i funeralni kruhovi zauzimaju središnje mjesto.

## Poznatiji likovni i kazališni umjetnici
- Oleksandr Porfirovič Arhipenko
- Volodimir Lukič Borovikovskij
- Mikola Grigorovič Buraček
- Vladimir Davidovič Burljuk
- Oleksandr Dovženko
- Oleksij Vasiljovič Griščenko
- Jakiv Jakovič Hnizdovskij
- Vasilj Grigorovič Kričevskij
- Dmitro Grigorovič Levickij
- Kazimir Maljevič
- Georgij Ivanovič Narbut
- Marija Oksentijivna Primačenko
- Ilja Jefimovič Rjepin
- Ivan Maksimovič Sošenko
- Bohdan Stupka
- Andy Warhol

## Vanjske poveznice
- Kultura i prosvjeta na kanadskoj enciklopediji Ukrajine (eng.)
- Ukrajinska kultura, umjetnost i prosvjeta - Brama (eng.)
- Ukrajinska umjetnost na stranicama ArtUkraine (eng.)  Arhivirana inačica izvorne stranice od 15. siječnja 2012. (Wayback Machine)
- Muzej Tripiljske kulture u Ukrajini (eng.)  Arhivirana inačica izvorne stranice od 28. veljače 2009. (Wayback Machine)
- Povijest ukrajinske kulture (ukr.)